# Famille de Beaujeu
La famille de Beaujeu est une famille éteinte d'ancienne extraction implantée à Beaujeu.

## Titres
Liste non exhaustive des titres que porta la famille de Beaujeu suivant les périodes :
- seigneurs de Beaujeu, de Chalamont, de Cordon, de Virieu, princes des Dombes.

## Héraldique
| Famille de Beaujeu | Les armes de la famille de Beaujeu se blasonnent ainsi : D'or au lion de sable armé et lampassé de gueules, brisé d'un lambel de cinq pendants du même. Devise des Beaujeu est : Fort, fort puis A tout venants Beaujeu |

|  | Peut être le blason initial de la maison de Beaujeu ou alors le lambel à cinq pendants correspond à une brisure ajoutée sur le blason du comté de Flandre à l'époque de Guichard IV de Beaujeu dit « le Grand » et de Sibylle de Hainaut,. |

## Filiation
- Beraud († avant 967), ∞ Vandelmode de Salins[4]
  - Humbert Ier de Beaujeu (949-† 1016), seigneur de Beaujeu[4], ∞ Emelde ou Hemelt[5].
    - Guichard Ier de Beaujeu (†entre 1030 et 1050), ∞ Adélaïde.
      - Guichard II de Beaujeu (v. 1030-† v. 1070), ∞ Ricoaire (de Salornay), seigneur de Beaujeu[6],[7],[5].
        - Humbert II de Beaujeu (†1102), sixième seigneur de Beaujeu, ∞ (1) Wandelmode de Thiern[Note 1], - (2, vers 1080) à Auxilie/Usile de Savoie, fille du comte Amédée II.
          - Guichard III de Beaujeu (1101-† 1137)[Note 2], ∞ (1107) Lucianne de Rochefort de Montlhéry, sire de Beaujeu.
            - Humbert III de Beaujeu dit « le Vieux » (1137-† 1194), ∞ (vers 1140) Alix/Alise/Auxilie de Savoie, fille d'Amédée III de Savoie et de Mahaut d'Albon[8].
              - Guichard (†1164)
              - Humbert IV de Beaujeu (°1142-† 1189 avant son père), coseigneur de Beaujolais, connétable de France, ∞ (vers 1160) Agnès de Thiers, comtesse de Montpensier, fille d'un Guy de Thiers, seigneur de Montpensier.
                - Guichard IV de Beaujeu dit « le Grand » († 1216), ∞ (1196) Sibylle de Flandre et de Hainaut († 1227), fille du comte Baudouin V de Hainaut, seigneur de Beaujeu et de Montpensier
                  - Humbert V de Beaujeu (vivant en 1219-†† 1250, le 21 mai ou le 1er août en Syrie), ∞ (22 septembre 1219) Marguerite de Baugé ; onzième seigneur de Beaujeu (1216-1250), gouverneur du Languedoc (1226), connétable de France (1240)[8].
                    - Guichard V de Beaujeu († 1265, le 29 mai sans héritiers), ∞ (1260) Blanche de Chalon (†1306), fille de Jean Ier de Chalon. Donne le Beaujolais à sa sœur Isabelle, femme de Renaud de Forez[9].
                    - Isabelle de Beaujeu (Ysabellis)[10] (°1225-† 1297, le 8 janvier), ∞ (1, vers 1240) Simon de Luzy, ∞ (2, décembre 1247) Renaud de Forez (†1270), comte de Forez : d'où la suite des comtes de Forez, des sires de Beaujeu, et des seigneurs d'Amplepuis et de Lignières.
                    - Sibylle de Beaujeu (Sybilla) (°1220-†????), parfois désignée à tort par le prénom de Florie[10], ∞ (avant 1250) Aymard de Poitiers[10].
                    - Béatrice/Béatrix de Beaujeu († v. 1248), ∞ Robert de Montgascon (arrière-grands-parents de Robert VII d'Auvergne)
                    - Marguerite de Beaujeu, ∞ Béraud seigneur de la Motte-Saint-Jean
                    - Jeanne de Beaujeu († 1260, le 18 janvier), prieure de la chartreuse de Poleteins.

                  - Guichard de Beaujeu-Montpensier, seigneur de Montpensier († 1256), ∞ 1225 à Catherine de Clermont, à l'origine de la branche de Montpensier.
                    - Guillaume de Beaujeu († 1291), 21e maître de l'Ordre du Temple.
                    - Humbert de Beaujeu († 1285), seigneur de Montpensier, ∞ Isabelle de Mello, connétable de France.
                      - Jeanne de Beaujeu (1285-1308).

                    - Héric de Beaujeu († 1270), seigneur d'Herment et maréchal de France en 1265, mort au siège de Tunis.

                  - Henri († sans héritiers), seigneur de Châteauneuf en Valromey, de Virieu-le-Grand et de Cordon.
                  - Louis, chanoine-comte de Lyon.
                  - Agnès († 1231), ∞ Thibaut IV, comte de Champagne et de Brie.
                  - Marguerite († un 7 septembre)
                  - Philippine, religieuse
                  - Sibille († 1265), ∞ (1, janvier 1228) Renaud seigneur de Baugé, fils d'Ulrich, ∞ (2) Pierre le Gros seigneur de Brancion.

                - Pierre
                - Alix, ∞ Renaud de Nevers, vicomte de Decize (†1191), puis religieuse à Fontevrault

              - Hugues
                - Guicharde de Beaujeu, ∞ Archambaud, vicomte de Comborn

              - Ponce, ∞  Guillaume IV de Mâcon [Note 3].

            - Guichard (vivant en 1118-†1147 en Terre sainte)
            - Gontier, chanoine de Beaujeu
            - peut être Martin ou Baudouin (mort jeune)
            - Alix de Beaujeu (vivante en 1118)
            - Marie de Beaujeu
            - Sibille, ∞ Guy Ier, comte de Forez

          - Humbert, seigneur de Perreux
          - Guigues
          - Hugues († 1127, juin), chanoine de Lyon et de Beaujeu, abbé de Saint-Just.
          - Josserande
          - Élisabeth
          - Vandelmode

        - Guichard (vivant en 1064)
        - Dalmais (Dalmace) (vivant en 1064)
          - Dalmais
            - une fille, ∞ Guy de Chabeu (des Chabeu de St-Trivier)

        - Gomard
        - Hugues (vivant en 1064)
        - une fille (vivante en 1050) ∞ Liébaut de Digoine

    - Adélaïde de Beaujeu
    - Beraud ou Bérard de Beaujeu
    - Léotald ou Léotard de Beaujeu

  - Guichard de Beaujeu (vivant en 969), ∞ Ademoldis[5], seigneur de Beaujeu, mais subordonné à son frère ainé[Note 4],[11].
    - Wenceline, morte jeune[5].

  - Étienne de Beaujeu
  - Umfred de Beaujeu
  - Guigues de Beaujeu

## Personnalités
Laïcs
- Humbert IV de Beaujeu († 1189), seigneur de Montpensier, connétable de France.
- Humbert V de Beaujeu († 1250), seigneur de Beaujeu, prince de Dombes et connétable de France.
- Guichard V de Beaujeu († 1265), seigneur de Beaujeu connétable de France.
- Héric de Beaujeu, seigneur d'Herment et maréchal de France (1265).
- Guichard de Beaujeu-Montpensier († 1256), seigneur de Montpensier, fils d'Humbert V, cousin du roi de France Louis VIII[12].
- Humbert de Beaujeu-Montpensier († 1285), fils du précédent, connétable de France et gouverneur du Languedoc.
- Guillaume de Beaujeu († 1291), frère du précédent, 21e maître de l'Ordre du Temple et le dernier en Terre sainte.

Religieux
- Un abbé de Saint-Just de Lyon.
- Sept chanoines et chanoines-comtes, au sein du Chapitre de Saint-Jean de Lyon, entre les XIe et XIVe siècles[13].
- Une prieure de la chartreuse de Poleteins.

## Possessions
Liste non exhaustive des possessions tenues en nom propre ou en fief de la famille de Beaujeu :
- château d'Angeville, à Hauteville-Lompnes (début du XIIIe siècle-????) ;
- château de Beauregard ou Bel-Regard, à Beauregard ;
- château de Cordon, à Brégnier-Cordon (vers 1140-1265) ;
- château de Miribel, à  Miribel (1218-1265) ;
- château du Montellier, au Montellier (1227-1327) ;
- château de Saint-Bernard, à Saint-Bernard (1250-1264) ;
- château de Virieu, à Virieu-le-Grand (av.1248-1265).